# 16 Возничего
16 Возничего (лат. 16 Aurigae, HD 34334) — тройная звезда в созвездии Возничего на расстоянии приблизительно 398 световых лет (около 122 парсеков) от Солнца.  Видимая звёздная величина звезды — +4,552m. Возраст звезды оценивается как около 5,07 млрд лет.

## Характеристики
Первый компонент — оранжевый гигант спектрального класса K2,5IIIbCN-0,5. Масса — около 1,3 солнечной, радиус — около 37,21 солнечных, светимость — около 390,053 солнечных. Эффективная температура — около 4205 К.
Второй компонент — HD 34334Aa. Орбитальный период — около 434,16 суток (1,1887 года).
Третий компонент (STT 103B) — жёлто-оранжевая звезда спектрального класса K-G. Видимая звёздная величина звезды — +10,6m. Эффективная температура — около 5096 К. Удалён на 4,2 угловых секунды.